# Shayol Ghul
Shayol Ghul is een berg in de boeken van de Amerikaanse auteur Robert Jordan uit de serie van het Rad des Tijds. Deze serie gaat over Rhand Altor en zijn vrienden die het Licht moeten verdedigen bij de laatste slag oftewel Tarmon Gai'don.
Shayol Ghul is een berg in de grote Verwording. Deze ligt in het noorden. Op deze plaats zou de gevangenis van de Duistere het dichtst bij de wereld zijn. Dit komt doordat het Patroon hier dunner is. Hier liggen ook de Doemkrocht en Thakan' Dar. De Duistere heeft hier een veel grotere controle over het omliggende terrein. Hij kan hier communiceren met zijn Uitverkorenen (de Verzakers). Een deel van Tarmon Gai'don zal hier plaatsvinden. In de diepten van Shayol Ghul is een plaats waar de Duistere zijn volgelingen naartoe laat komen (de Doemkrocht). Het plafond lijkt hier op je af te komen.
In de Eeuw der Legenden was Shayol Ghul een erg mooi eiland waar de Collam Daan stond. Dit is veranderd tijdens het Breken van de Wereld.
Het woord Shayol komt uit het Hebreeuws, Sheol is de onderwereld.